# Oxygonum pachybasis
Oxygonum pachybasis là một loài thực vật có hoa trong họ Rau răm. Loài này được Milne-Redh. mô tả khoa học đầu tiên năm 1933.